# Rzeki we Wrocławiu

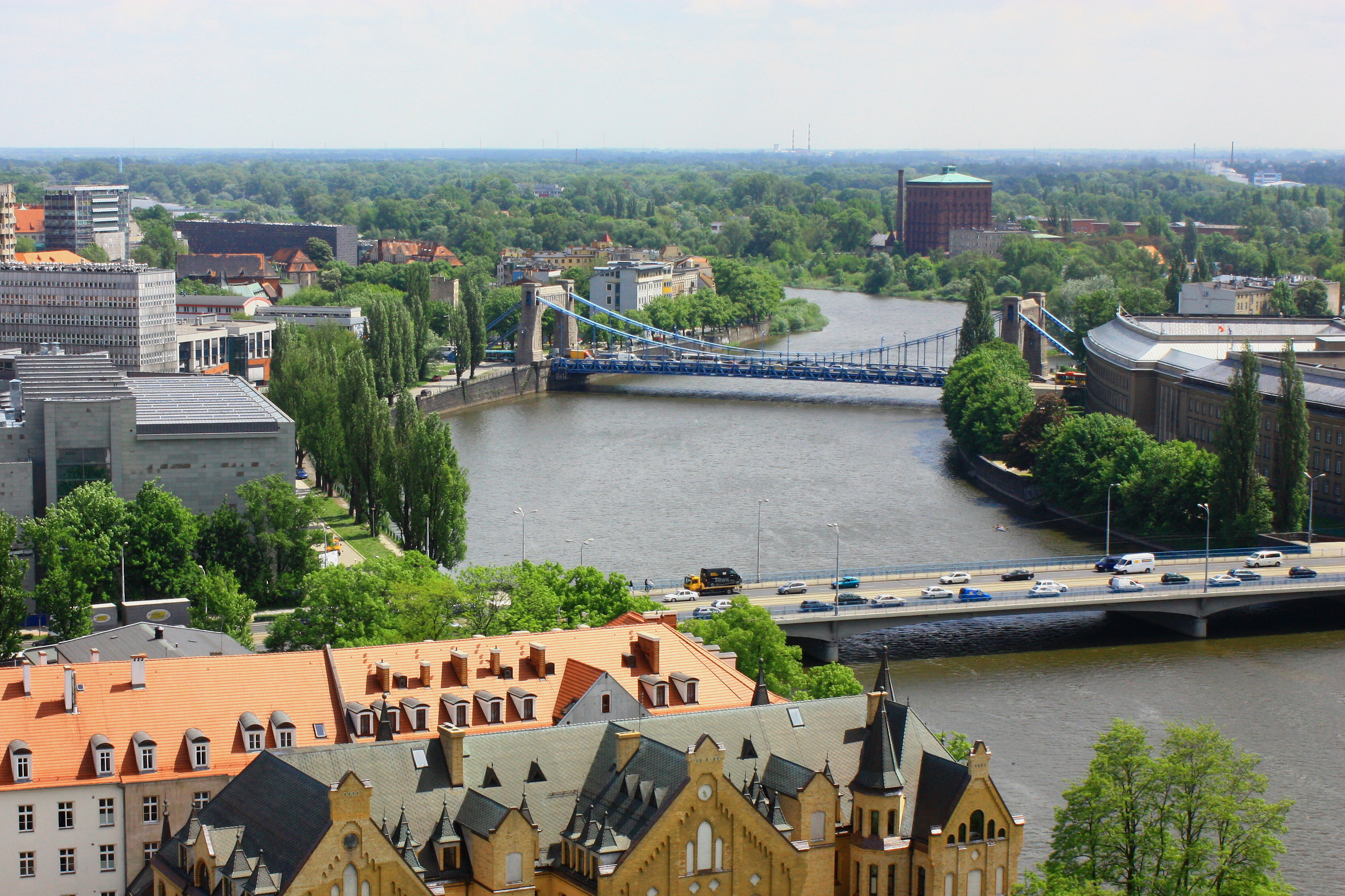
Odra śródmiejska, Most Pokoju i Most Grunwaldzki

Rzeki we Wrocławiu – sieć rzeczna obejmująca rzeki i mniejsze cieki przepływające w obszarze miasta Wrocław, stanowiące podstawę Wrocławskiego Węzła Wodnego. Największą wrocławską rzeką jest rzeka Odra. Jest jedyną rzeką we Wrocławiu, która nie tylko dopływa do miasta ale i odprowadza z jego obszaru niesione przez swój nurt wody. Pozostałe mniejsze rzeki to jej dopływy, I rzędu i dalszej rzędowości, które w obrębie granic administracyjnych Wrocławia, uchodzą do swoich recypientów. Dopływami Odry I rzędu, mającymi w obrębie administracyjnym miasta swoje ujście, są: Bystrzyca, Oława, Ślęza, Widawa. Z mniejszych cieków uchodzących bezpośrednio do Odry można wymienić strugi: Ługowina, Trzciana. Pozostałe rzeki i strugi, np. Dobra, Topór, Brochówka, Leśna i inne, to dopływy w.w. cieków. Duża liczba rzek i kanałów oraz mniejszych cieków spowodowała konieczność budowy wielu przepraw, a duża i niespotykana liczba cieków, wysp, mostów i kładek we Wrocławiu, wykreowała stosowanie w odniesieniu do miasta określenia: Wenecja Północy, Polska Wenecja. Wrocławskie rzeki stanowią również osie ciągów przyrodniczych i obszarów ocenianych jako cenne ekologicznie.

## Rzeki
Jak wyżej zaznaczono największą z wrocławskich rzek jest Odra, a pozostałe rzeki to Bystrzyca, Dobra, Oława, Ślęza i Widawa, a także Zielona. Wymienione rzeki mają charakter rzek nizinnych z wyjątkiem Bystrzycy, która posiada charakter rzeki podgórskiej. Dwa z głównych dopływów Odry – Oława i Widawa – w obszarze miasta płyną równolegle do Odry, w szerokiej odrzańskiej dolinie. Obecny układ koryt rzecznych, głównie rzeki Odry, znacznie różni się od historycznego, zmieniającego się w różnych okresach historii miasta, ze względu na zachodzące niegdyś procesy naturalnych przekształceń oraz zmian kierunku przepływu rzeki, jak i późniejszych inwestycji hydrotechnicznych polegających na przebudowie układu hydrologicznego rzeki i jej regulacji. Rzeki dzielą się na ramiona boczne oraz łączą z wybudowanymi kanałami, tworząc określoną sieć hydrologiczną, obejmującą również wyspy śródlądowe. Największą sieć ramion i kanałów tworzy Odra. Tu również istnieje najwięcej we Wrocławiu wysp, powstałych zarówno w sposób naturalny (np. wyspy Śródmiejskiego Węzła Wodnego), jak i wykreowanych w wyniku wykonania szeregu przekopów dla przeprowadzenia kanałów wodnych (np. Wyspa Opatowicka, Wyspa Rędzińska, Wyspa Szczytnicka, Wielka Wyspa).
| nazwa     | długość (km) | rzędowość | recypient       | stanowi dopływ | znaczenie gospodarcze                                                |
| --------- | ------------ | --------- | --------------- | -------------- | -------------------------------------------------------------------- |
| Odra      | 26 (27)      | I rzędu   | Morze Bałtyckie | –––            | transport wodny, żegluga rekreacyjna i turystyczna, energetyka wodna |
| Bystrzyca | 14 (15)      | II rzędu  | Odra            | lewy           | energetyka wodna                                                     |
| Oława     | 19,5         | II rzędu  | Odra            | lewy           | zaopatrzenie Wrocławia w wodę                                        |
| Ślęza     | 15           | II rzędu  | Odra            | lewy           |                                                                      |
| Widawa    | 16 (19,5)    | II rzędu  | Odra            | prawy          |                                                                      |
| Dobra     |              | III rzędu | Widawa          | prawy          |                                                                      |
| Zielona   |              | III rzędu | Oława           | lewy           |                                                                      |

### Odra
Odra w obszarze miasta jest na całej swej długości rzeką skanalizowaną, co oznacza, że każdy jej odcinek znajduje się w zasięgu oddziaływania, określonego dla danego odcinka rzeki, stopnia wodnego. Przepływa we Wrocławiu z południowego wschodu na północny zachód. Na krótkim odcinku w rejonie wsi Trestno stanowi granicę miasta i Gminy Siechnice. W rejonie tej właśnie wsi znajduje się wodowskaz, tzw. wodowskaz Trestno, którego obserwacja pozwala na kontrolę stanu wód dla miasta i ogłaszanie ostrzeżeń o ewentualnych zagrożeniach powodziowych. Odra wpływa do miasta na wysokości około 118 m n.p.m.. Następnie za osiedlem Opatowice, w Węźle Wodnym Bartoszowicko–Opatowickim, wody Odry rozdzielane są na koryto Odry w kierunku centrum miasta i na drugi kierunek wokół miasta przez Kanał Powodziowy i Kanał Żeglugowy. Główne koryto Odry biegnie za Stopniem Wodnym Opatowice w kierunku zachodnim. W rejonie osiedli Rakowiec – Plac Grunwaldzki – Dąbie, ku północy, poprzez Stopień Wodny Szczytniki, odchodzi ramię boczne, tzw. Stara Odra. W rejonie osiedla Zacisze, Stara Odra łączy się z kanałami (powodziowym i żeglugowym), i skręca na zachód, by w rejonie osiedla Kleczków – Szczepin – Różanka połączyć się z Odrą śródmiejską. Koryto Odry śródmiejskiej biegnie na zachód. Tu znajduje się ujście lewego jej dopływu – Oławy. W rejonie Starego Miasta i Ostrowa Tumskiego, Odra rozdziela się na dwa główne ramiona: Odrę Południową i Odrę Północną oraz mniejsze ramiona rzeki, tworząc zespół wschodnich wysp odrzańskich w Śródmiejskim Węźle Wodnym – Górnym. Następnie ramiona te łączą się na stosunkowo krótkim odcinku, był znów rozdzielić się na dwa ramiona opływające Kępę Mieszczańską. Dalej Odra śródmiejska płynie na północ i łączy się jak wyżej wspomniano ze Starą Odrą. Od tego miejsca znów płynie jednym korytem. Ten odciek nazywany jest dolną Odrą wrocławską. Za Stopniem Wodnym Rędzin, do rzeki uchodzą na prawym lewym brzegu: Ślęza, Ługowina i następnie Bystrzyca; a na prawym brzegu: Trzciana i następnie Widawa, która stanowi tu granicę miasta z Gminą Wisznia Mała. Końcowy odcinek Odry we Wrocławiu, na wschód od Janówka, również stanowi granicę miasta. Odra opuszcza obszar miasta na wysokości około 108 m n.p.m.. Łączna długość Odry, jej ramion bocznych i kanałów wodnych, w granicach miasta, to około 80 km, choć samej rzeki, kilometrowanej wzdłuż nurtu Odry śródmiejskiej, w tym jej ramienia Odry Południowej, to około 26–27 km.
Odra jest rzeką o największych możliwościach jej zagospodarowania. Od początku służyła celom transportowym i energetycznym, wcześniej także celom zaopatrzenia w wodę. Obecnie Odrzańska Droga Wodna jest częścią europejskiej drogi wodnej E–30.
Jak wyżej zaznaczono Odra na wrocławskim odcinku jest rzeką skanalizowaną. Na wszystkich jej ramionach i kanałach powstawały podczas kolejnych inwestycji budowle wodne w ramach określonych stopni piętrzących. Budowano także porty i stocznie jako niezbędną część infrastruktury transportu wodnego.
Rzeka ta wykorzystywana była także energetycznie. Obecnie pozostały dwie małe elektrownie wodne oraz nieczynny Młyn Maria.

### Bystrzyca
Bystrzyca przepływa przez Wrocław w zachodniej części miasta, w przybliżeniu z południa na północ. Przepływa w pobliżu takich osiedli jak: Jarnołtów, Ratyń, Leśnica, Marszowice i Stabłowice. Jest rzeką o charakterze podgórskim ze stosunkowo dużą zmiennością wielkości przepływów. Zachowały się liczne meandry i starorzecza, szczególnie w rejonie południowego odcinka tej rzeki w mieście. Obszar ten objęty jest bowiem ochroną w ramach Parku Krajobrazowego Dolina Bystrzycy. Rzeka była wykorzystywana energetycznie, wcześniej lokalizowano tu młyny (Jarnołtów, Młyn Leśnica), później elektrownie. Po wybudowaniu Zbiornika Mietków, nastąpiło zmniejszenie przepływów na odcinku poniżej zapory. Niedobory wody w rzece były między innymi przyczyną likwidacji elektrowni wodnej na Stopniu Wodnym Stabłowice, natomiast nadal eksploatowana jest elektrownia wybudowana na Stopniu Wodnym Marszowice.

### Oława

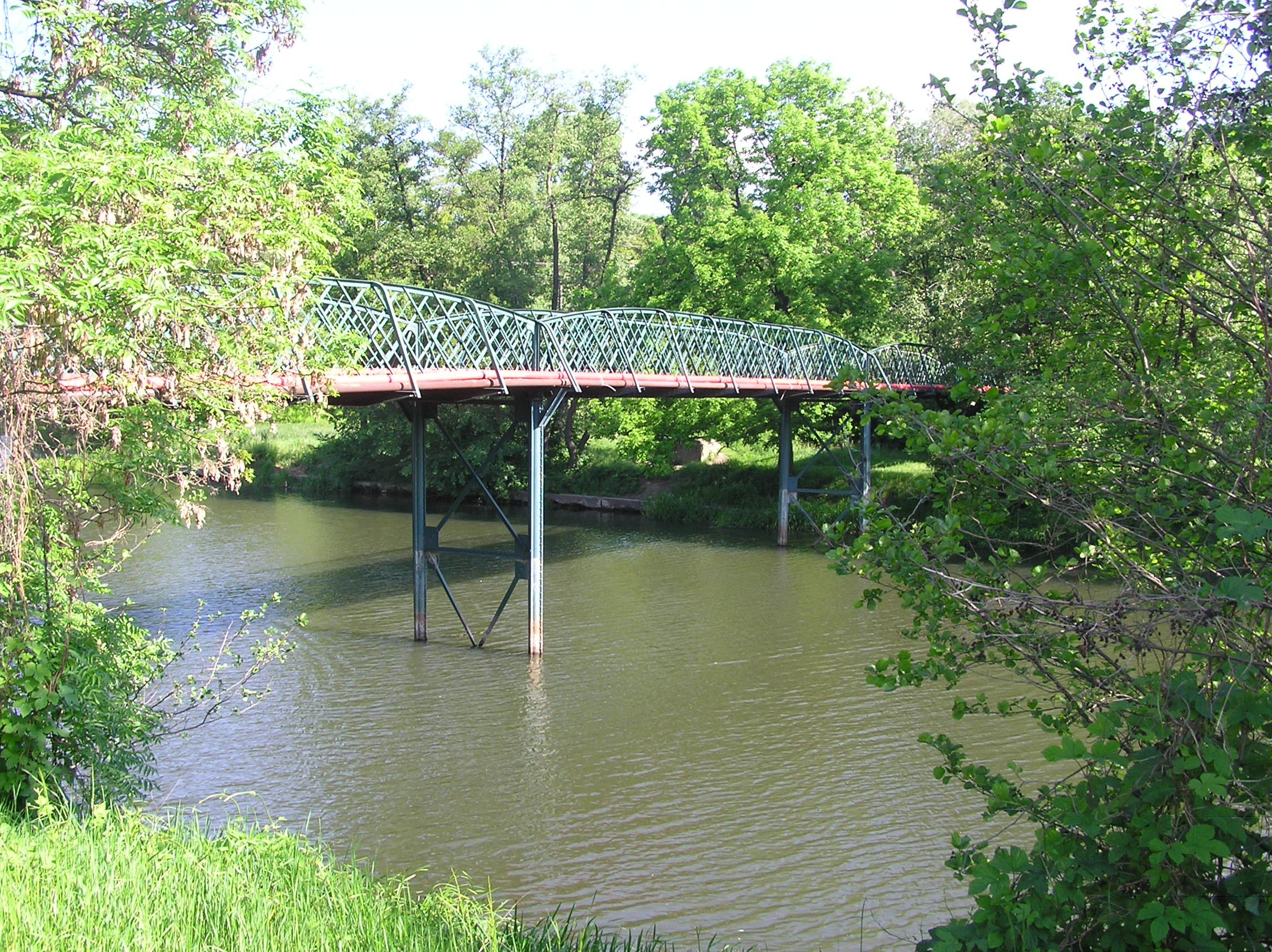
Oława, Kładka Siedlecka

Oława we Wrocławiu wpływa do miasta na południowym wschodzie z kierunku równoległego do Odry, na terenach wodonośnych stanowiących podstawę zaopatrzenia miasta w wodę. Wody niesione przez Oławę są częściowo przerzucane z Nysy Kłodzkiej wybudowanym w tym celu kanałem Nysa–Oława. Po minięciu terenów wodonośnych Oława rozdziela się na Oławę Dolną i Oławę Górną, a ta ostatnia także na ramię środkowe. Na objętych tymi ramionami rzeki wyspach znajduje się Park Wschodni. Dalej, za osiedlami Wilczy Kąt i Siedlec, w rejonie osiedla Rakowiec, znajduje się niewielkie rozlewisko, które niegdyś pełniło funkcję kąpieliska Na Niskich Łąkach. Ujście Oławy do Odry znajduje się nieco powyżej Mostu Grunwaldzkiego. Również na tej rzece powstało wiele budowli związanych z gospodarką wodną, między innymi budowle związane z terenami wodonośnymi (np. Przepompownia Świątniki), jazy kierujące przepływem w poszczególnych ramionach rzeki przy Parku Wschodnim, czy Śluza nr 3 na jazie z przepompownią, jako element zabezpieczenia przeciwpowodziowego.

### Ślęza

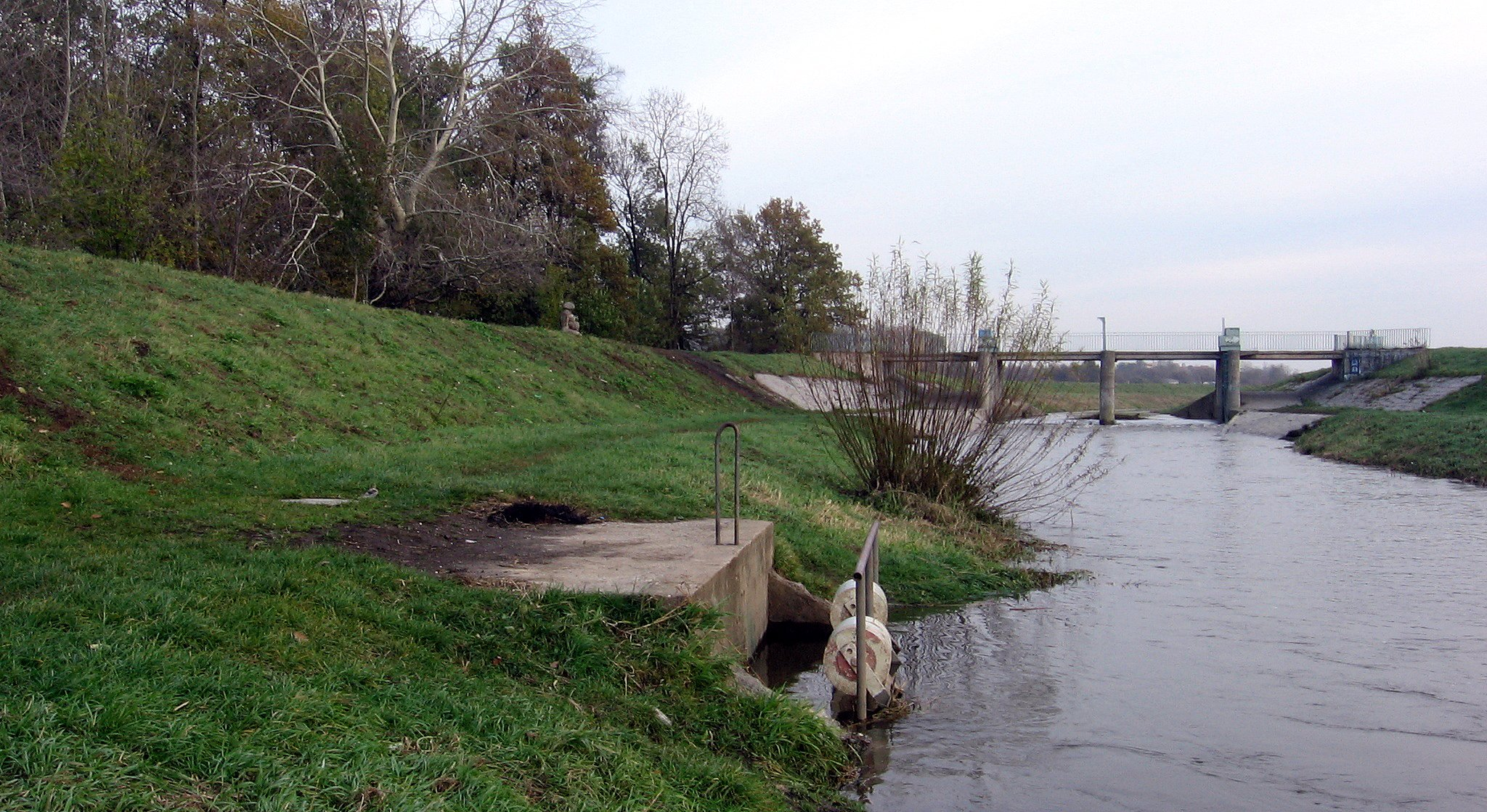
Ślęza, ujście Grabiszynki, w tle Kładka Oporowska

Ślęza płynie przez miasto w przybliżeniu z południa na północ. Wpływa na teren miasta w rejonie osiedli Partynice – Klecina, a dalej płynie między osiedlami: Krzyki, Oporów, Grabiszynek, Grabiszyn, Muchobór Wielki, Muchobór Mały, Nowy Dwór, Żerniki, Kuźniki, Pilczyce, Kozanów i Maślice Małe. Za Oporowem kierunek biegu rzeki zmienia się na północno-zachodni, by za osiedlem Nowy Dwór znów skierować się na północ. Rzeka jest silnie uregulowana, na całej długości objęta obwałowaniami. W rejonie Pilczyc znajduje się niewielka elektrownia wodna, przed jej wybudowaniem w tym miejscu istniał młyn wodny. Poza nią na rzece w obrębie Wrocławia znajdują się tylko pojedyncze, niewielkie stopnie i urządzenia wodne (np. przy Kładce Oporowskiej).

### Widawa

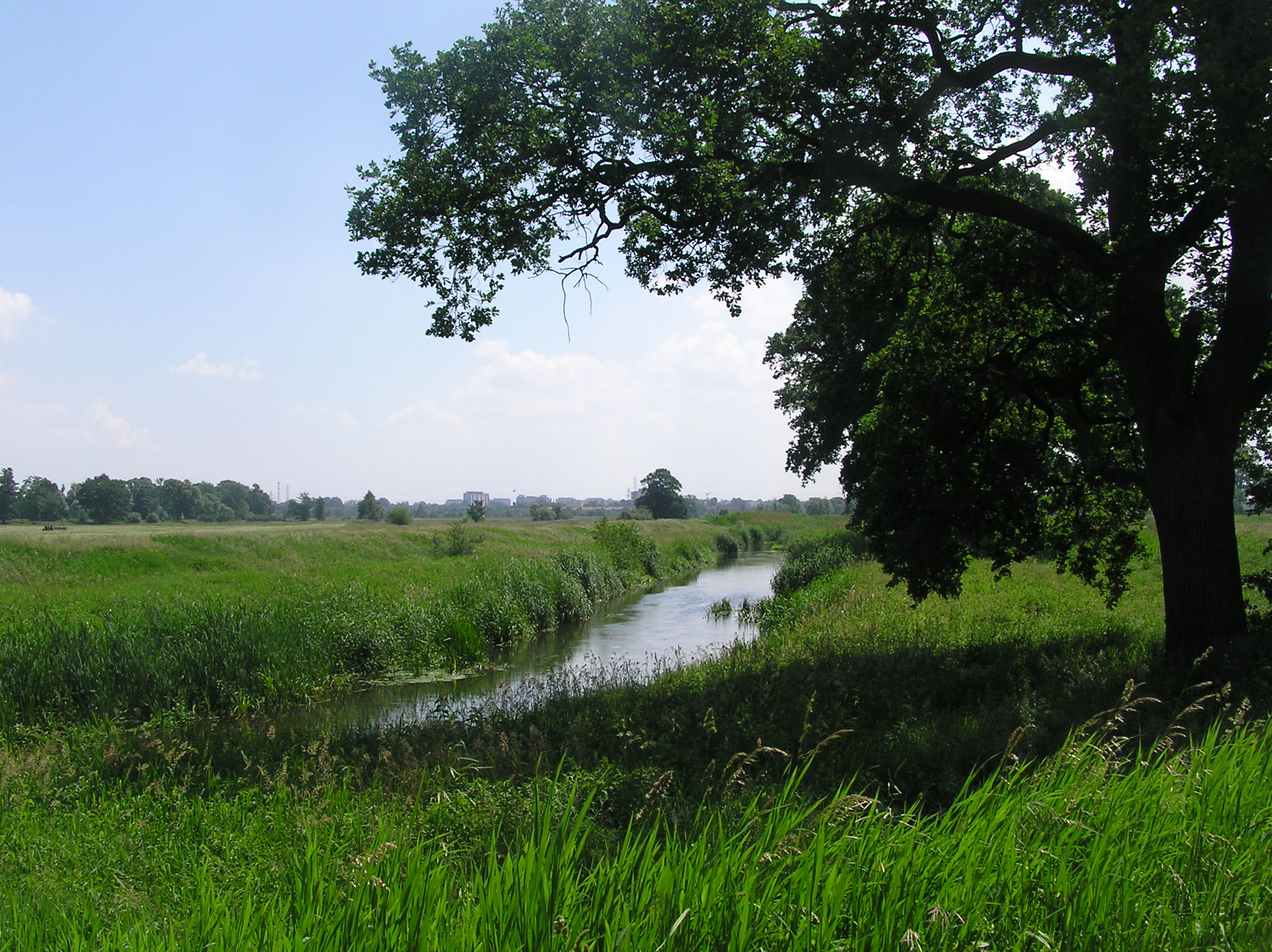
Widawa w rejonie Sołtysowic

Widawa jest rzeką o reżimie typowo nizinnym z niewielkimi spadkami. Płynie płytką doliną niemal równolegle do Odry, na północ on niej. Przepływa przez Wrocław w obrębie osiedli: Swojczyce, Kowale, Zgorzelisko, Psie Pole, Sołtysowice, Kłokoczyce, Biskupice Widawskie, Polanowice, Widawa, Pracze Widawskie, Świniary. W miejscu, w którym wpływa do miasta w okolicy wsi Wilczyce, wpada do niej lewostronny dopływ – Kanał Graniczny. Nieco dalej na tym samym brzegu ma swoje ujście Kanał Odpływowy, zasilany wodami Piskorny. W okresach wezbrań na Odrze umożliwia przerzucenie części wód z tej rzeki do Widawy, w celu ochrony centrum miasta przed powodzią. Za osiedlem Psie Pole do rzeki wpada jej prawostronny dopływ – rzeka Dobra. Dalej Widawa płynie w przybliżeniu wzdłuż granicy miasta i Gminy Wisznia Mała. W wielu miejscach rzeka dzieli się na niewielkie ramiona, młynówki, łączy z niewielkimi kanałami wodnymi. Uchodzi do Odry na północny zachód od osiedla Lesica w Lesie Rędzińskim, stanowiąc północą granicę miasta.

### Dobra
Dobra jest prawostronnym dopływem rzeki Widawa. Przez Wrocław przepływa w jego północno-wschodniej części, w rejonie osiedli Pawłowice, Zakrzów, Kłokoczyce i Psie Pole. Na granicy miasta wpadają do niej strugi kolejno – Topór i Przyłęk. Za osiedlem Pawłowice rzeka została uregulowana ze względu na podtapianie niegdyś przez wody osiedla Kłokoczyce. Stare koryto rzeki zostało przebudowane na Kanał Kłokoczycki, a nowo wybudowane koryto przeprowadzono prosto w kierunku południowo-zachodnim z pominięciem zabudowanego obszaru osiedla. Ograniczenie przepływu przez teren zabudowany umożliwia śluza wlotowa usytuowana na początku Kanału Kłokoczyckiego. Rzeka uchodzi do Widawy w rejonie osiedla Kłokoczyce i Sołtysowice poniżej mostu na linii kolejowej nr 143 biegnącej z Wrocławia w kierunku Oleśnicy.

### Zielona
Zielona to niewielka rzeka przepływająca podobnie jak Oława w południowo-wschodniej części miasta. Wpływa na teren miasta w okolicy miejscowości Radwanice, a we Wrocławiu, w rejonie osiedla Księże Wielkie. Na północ od rzeki rozciągają się tereny wodonośne Wrocławia. Uchodzi do Oławy Górnej, na lewym jej brzegu, w okolicy Świątnik.

## Mniejsze cieki

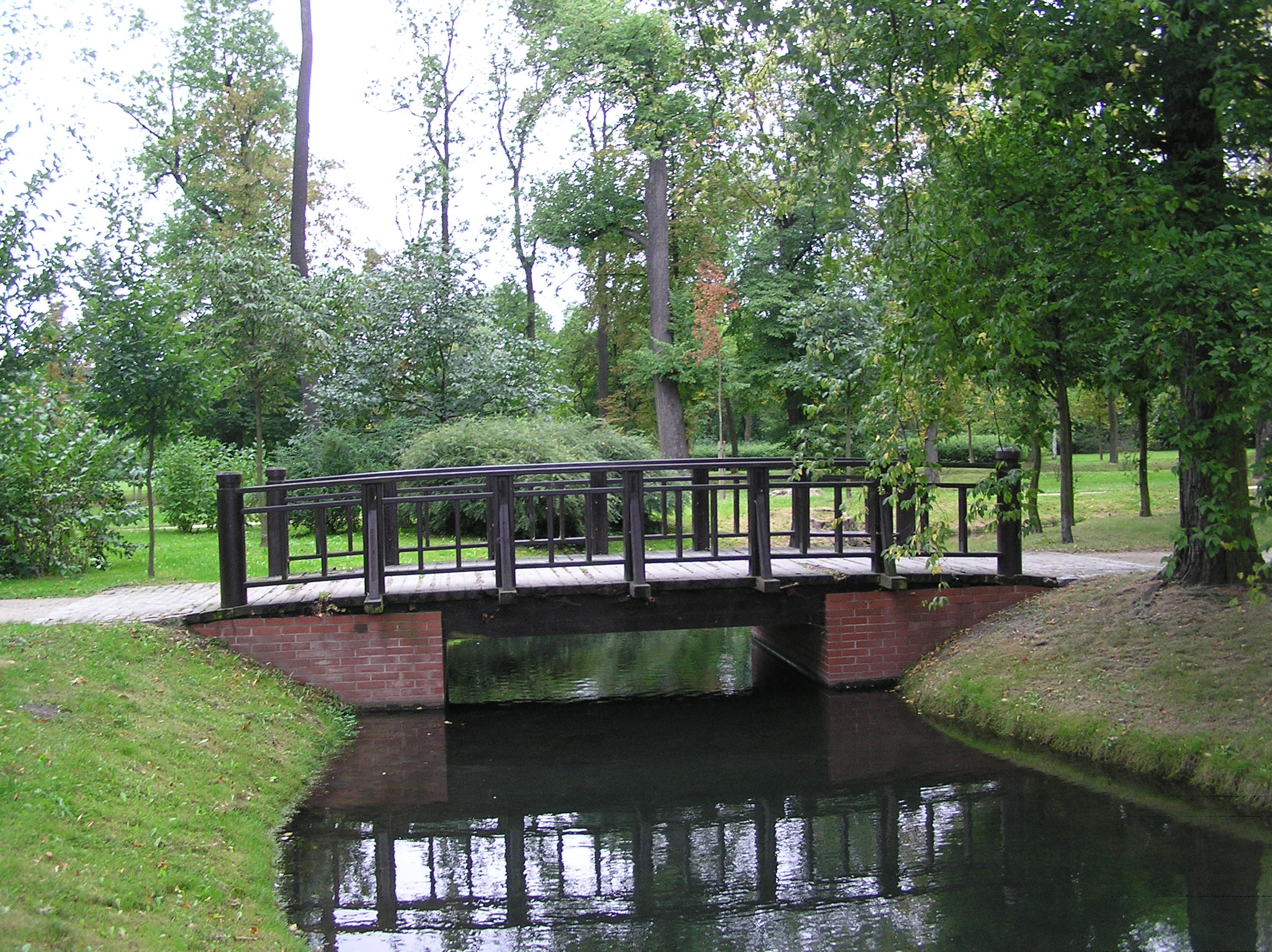
Brochówka w Parku Brochowskim

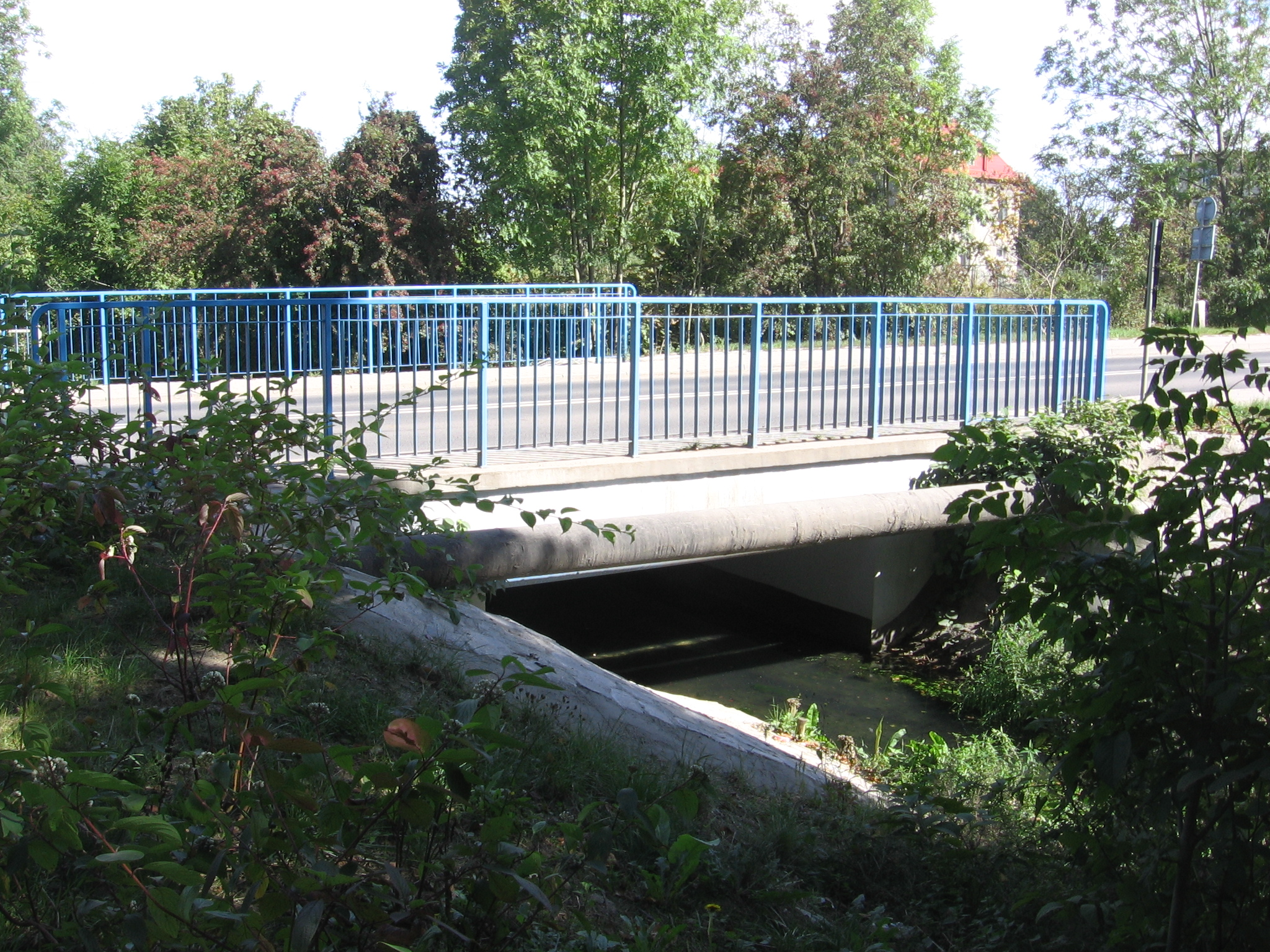
Ługowina w rejonie Żernik

Oprócz rzek we Wrocławskim Węźle Wodnym istnieje sieć mniejszych cieków o charakterze strug lub rowów melioracyjnych. Wiele cieków we Wrocławiu takich jak Leśna czy Olszówka Krzycka mają bardziej urozmaicony charakter potoku. Część z nich przepływa przez obszary określane jako cenne ekologiczne. Istnieją również ciekawe rozwiązania krajobrazowe układu cieków (np. Brochówka w Parku Brochowskim). Niektóre z nich zasilają niewielkie zbiorniki wodne. Również na tych ciekach istnieje wiele przepraw mostowych lub mniejszych przepustów, oraz niewielkie budowle wodne.
| nazwa                | rodzaj | rzędowość | recypient           | stanowi dopływ | zasilany zbiornik wodny      |
| -------------------- | ------ | --------- | ------------------- | -------------- | ---------------------------- |
| Brochówka            | struga | III rzędu | Górna Oława         | lewy           | staw w Parku Brochowskim     |
| Grabiszynka          | potok  | III rzędu | Ślęza               | prawy          |                              |
| Kasina               | potok  | III rzędu | Ślęza               | lewy           |                              |
| Krzywy Potok         |        | IV rzędu  | Zielona             | lewy           |                              |
| Leśna                | potok  | III rzędu | Bystrzyca           | lewy           | stawy w Leśnicy              |
| Ługowina             | potok  | II rzędu  | Odra                | lewy           |                              |
| Łękawica             |        | III rzędu | Bystrzyca           | lewy           |                              |
| Mielnica             | potok  | IV rzędu  | Dobra               | prawy          |                              |
| Mokrzyca             |        | III rzędu | Trzciana            | prawy          |                              |
| Olszówka Krzycka     | potok  | III rzędu | Ślęza               | prawy          |                              |
| Olszówka Stabłowicka |        | IV rzędu  | Stabłówka           | lewy           |                              |
| Oporówka             | potok  | IV rzędu  | Kasina              | prawy          |                              |
| Piaskówka            | struga | III rzędu | Ślęza               | lewy           |                              |
| Piskorna             | struga | IV rzędu  | Kanał Odpływowy     | prawy          | Jezioro Leśne                |
| Rogożówka            | potok  | III rzędu | Bystrzyca           | prawy          | staw w rejonie Nowej Karczmy |
| Ryńka                | potok  | III rzędu | Bystrzyca           | prawy          |                              |
| Stabłówka            |        | III rzędu | Ługowina, Bystrzyca | prawy, lewy    |                              |
| Toczek               |        | III rzędu | Ślęza               | lewy           |                              |
| Topór                | potok  | IV rzędu  | Dobra               | lewy           |                              |
| Trzciana             | potok  | II rzędu  | Odra                | prawy          | pola irygacyjne              |

## Kanały wodne

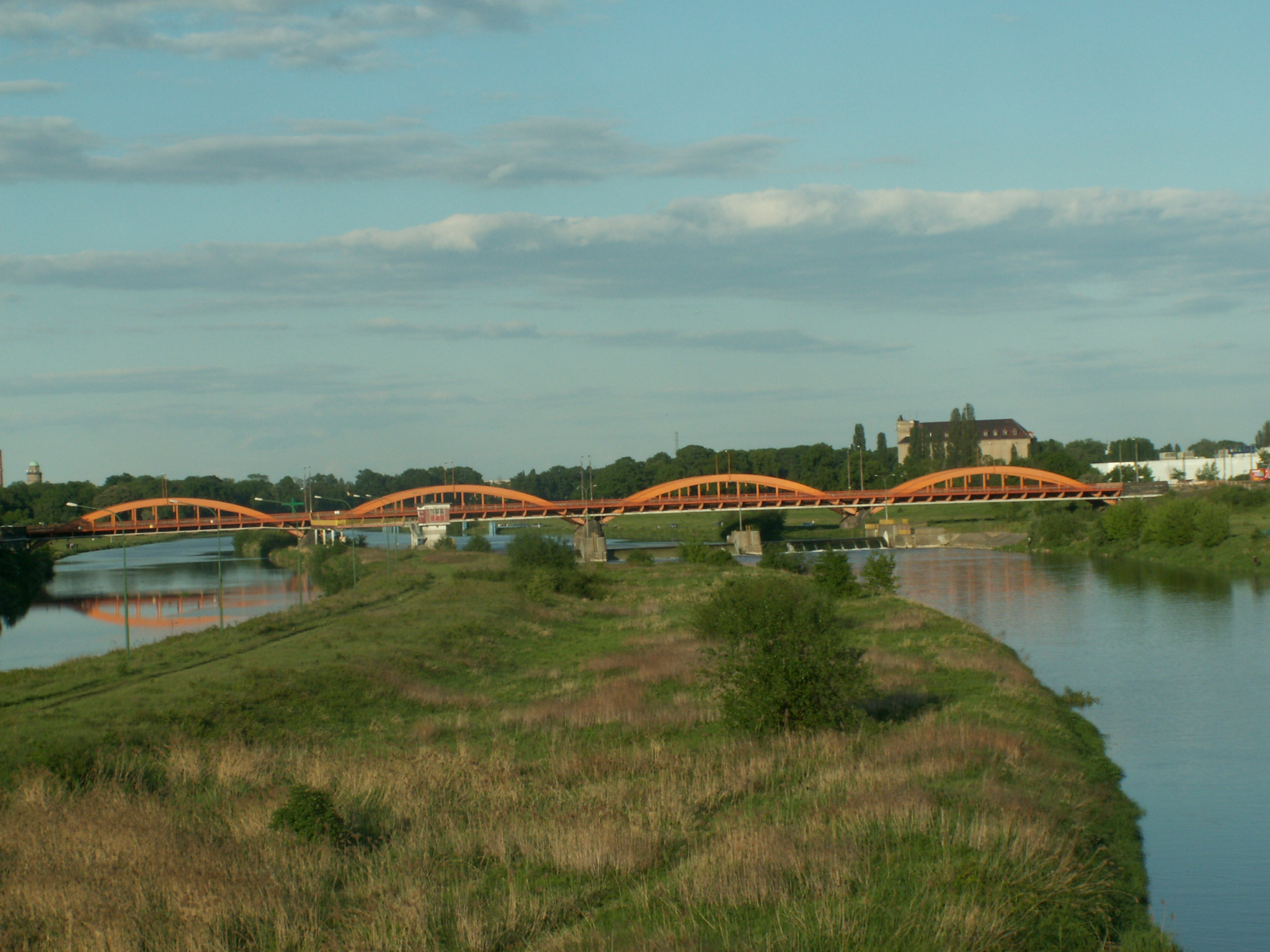
po prawej Stara Odra, po lewej Kanał Różanka

Z przepływającymi przez Wrocław rzekami wiąże się istnienie we Wrocławskim Węźle Wodnym licznych kanałów wodnych wybudowanych podczas kolejnych inwestycji hydrotechnicznych realizowanych w ramach przebudowy systemu hydrotechnicznego na obszarze miasta. Dla Odry kanały powstawały zarówno dla potrzeb ochrony przeciwpowodziowej miasta (kanały przeciwpowodziowe: Kanał Powodziowy, Stara Odra, Kanał Odpływowy i inne), jak i dla potrzeb żeglugi (kanały żeglugowe: Kanał Żeglugowy i Kanał Różanka, Stara Odra i Kanał Miejski, i inne). Dla pozostałych cieków są to kanały przeciwpowodziowe, kanały wybudowane dla potrzeb zasilania siłowni wodnych (młynówki) lub o charakterze melioracyjnym.